# 2024 PT5
2024 PT5 és un objecte proper a la Terra d'aproximadament 11 metres (36 ft) de diàmetre descobert per ATLAS Sud-àfrica, Sutherland el 7 d'agost de 2024, el dia abans d'apropar-se a la Terra a 568,500 km (353,200 mi).

## Òrbita
L'objecte orbita al voltant del Sol però s'aproxima lents al sistema Terra-Lluna. Entre el 29 de setembre (19:54 UTC) i el 25 de novembre de 2024 (16:43 UTC) (període de Plantilla:Time interval) va passar just fora de l'esfera Hill de la Terra (aproximadament 0.01 AU [1.5 milió km; 0.93 milió mi]) a una velocitat relativa baixa (en el rang 0.002 km/s (4.5 mph) – 0.439 km/s [980 mph]) i es va convertir en capturat temporalment per la gravetat de la Terra, amb una excentricitat orbital geocèntrica inferior a 1 i energia orbital geocèntrica negativa. The most recent closest approach a la Terra va ser el 8 d'agost de 2024 a aproximadament 567,000 km (352,000 mi) quan tenia una velocitat relativa de 137 km/s (310,000 mph). També es va apropar a la Terra el 9 de gener de 2025 a aproximadament 1,801,158 km (1,119,188 mi) quan tenia una velocitat relativa de 103 km/s (230,000 mph).
El 18 d'agost de 2024, el CNEOS va eliminar 2024 PT5 de la seva Sentry Risk Table, havent determinat que no suposa cap risc d'impacte potencial a la Terra.
S'espera que l'objecte faci una altra aproximació el 2055. Aquest objecte tornarà a orbitar al voltant de la Terra el 2084 durant uns 43 dies.
| Epoca           | Distància terrestre       | Geocentric eccentricity | Apogeu                  | Període orbital         |
| --------------- | ------------------------- | ----------------------- | ----------------------- | ----------------------- |
| 29-set-2024     | 0.0230 AU (3.44 milió km) | 1.016                   | {\displaystyle \infty } | {\displaystyle \infty } |
| 30-set-2024     | 0.0232 AU (3.47 milió km) | 0.997                   | 2.9 AU (430 milió km)   | 99.84 anys (36,468 d)   |
| 24-octubre-2024 | 0.0268 AU (4.01 milió km) | 0.614                   | 0.028 AU (4.2 milió km) | 1.35 anys (493 d)       |
| 25-nov-2024     | 0.0238 AU (3.56 milió km) | 0.983                   | 0.72 AU (108 milió km)  | 127.24 anys (46,473 d)  |
| 26-nov-2024     | 0.0236 AU (3.53 milió km) | 1.009                   | {\displaystyle \infty } | {\displaystyle \infty } |

## Propietats físiques
Els seus índexs de color i l'espectre obtingut amb Gemini North coincideixen millor amb les mostres de roca lunar seguides pels S-complex asteroides i té un període de rotació d'unes 0,7 h. El seu espectre visible obtingut amb GTC és coherent amb el d'un asteroide de tipus Sv o potser un expulsió lunar. El seu espectre de reflectància en el rang de interval 350–2,350 nanometres (3,500–23,500 Å) obtingut amb LDT/IRTF és inconsistent amb objectes artificials i asteroides, la seva superfície és força vermella, ben combinada amb mostres de la Lluna, tant de Maria com de Highlands. El seu espectre és similar al del quasi-satèl·lit 469219 Kamoʻoalewa 2016 HO3 i el minimoon de la Terra 2022 NX1.
El gener de 2025, els científics van determinar que l'objecte de la mida d'un autobús escolar era un tros de la lluna real i no una "mini lluna" com s'havia plantejat al principi.